# Steeltown
Pour l’article homonyme, voir Steel Town.
Albums de Big Country
The Crossing
(1983) The Seer
(1986)
Singles
1. East of Eden
Sortie : septembre 1984
2. Where the Rose Is Sown
Sortie : novembre 1984
3. Just a Shadow
Sortie : janvier 1985

Steeltown est le deuxième album du groupe de rock écossais Big Country sorti le 19 octobre 1984. Comme son prédécesseur, il est produit par Steve Lillywhite.
Il s'est classé à la première place des charts britanniques.
Steeltown est réédité en 1996, puis en 2014 avec des titres bonus.
La chanson Steeltown, qui donne son titre à l'album, se réfère à la ville anglaise de Corby où de nombreux écossais allèrent travailler dans des entreprises sidérurgiques pendant la Grande Dépression.

## Composition du groupe
- Stuart Adamson : chant, guitares, ebow, piano
- Bruce Watson : guitare, ebow, mandoline, sitar, chœurs
- Tony Butler : basse, chœurs
- Mark Brzezicki : batterie, percussions, chœurs

## Liste des titres

### Édition originale
Toutes les chansons sont écrites et composées par Stuart Adamson, Mark Brzezicki, Tony Butler, Bruce Watson.
| 1. | Flame of the West      | 4:53 |
| 2. | East of Eden           | 4:23 |
| 3. | Steeltown              | 4:33 |
| 4. | Where the Rose Is Sown | 4:56 |
| 5. | Come Back to Me        | 4:12 |

| 6.  | Tall Ships Go       | 4:33 |
| 7.  | Girl with Grey Eyes | 4:40 |
| 8.  | Rain Dance          | 4:15 |
| 9.  | The Great Divide    | 4:44 |
| 10. | Just a Shadow       | 5:30 |

### Titres bonus de l'édition remastérisée de 1996
Toutes les chansons sont écrites et composées par Stuart Adamson, Mark Brzezicki, Tony Butler, Bruce Watson sauf mention.
| No  | Titre                                | Auteur                         | Durée |
| --- | ------------------------------------ | ------------------------------ | ----- |
| 11. | Bass Dance                           | Tony Butler                    | 1:39  |
| 12. | Belief In The Small Man              |                                | 5:17  |
| 13. | Prairie Rose (reprise de Roxy Music) | - Bryan Ferry - Phil Manzanera | 4:46  |
| 14. | Wonderland (Extended)                |                                | 7:07  |
| 15. | Winter Sky                           |                                | 3:16  |

### Édition Deluxe30eanniversairede 2014
Cette édition comporte deux CD. Le contenu du premier CD est identique à celui de l'édition originale.
Toutes les chansons sont écrites et composées par Stuart Adamson, Mark Brzezicki, Tony Butler, Bruce Watson sauf mention.
| 1.  | Wonderland                          |                                | 3:56 |
| 2.  | Giant                               |                                | 3:56 |
| 3.  | All Fall Together                   |                                | 5:05 |
| 4.  | East Of Eden (Radio Edit)           |                                | 4:11 |
| 5.  | Prairie Rose                        | - Bryan Ferry - Phil Manzanera | 4:46 |
| 6.  | Where The Rose Is Sown (Radio Edit) |                                | 4:07 |
| 7.  | Belief In The Small Man             |                                | 5:17 |
| 8.  | Bass Dance                          | Tony Butler                    | 1:39 |
| 9.  | Just A Shadow (Radio Edit)          |                                | 4:28 |
| 10. | Winter Sky                          |                                | 3:16 |
| 11. | Wonderland (Work In Progress #1)    |                                | 4:12 |
| 12. | Wonderland (Work In Progress #2)    |                                | 4:27 |
| 13. | East Of Eden (Rough Mix)            |                                | 4:50 |
| 14. | Tall Ships Go (Rough Mix)           |                                | 5:17 |
| 15. | Where The Rose Is Sown (Rough Mix)  |                                | 5:32 |
| 16. | Come Back To Me (Rough Mix)         |                                | 4:50 |
| 17. | Bass Concerto (Work in Progress)    |                                | 5:41 |

## Classements hebdomadaires
| Classement (1984)              | Meilleure place |
| ------------------------------ | --------------- |
| Allemagne (Media Control AG)   | 53              |
| Australie (Kent Music Report)  | 68              |
| Canada (Canadian Albums Chart) | 53              |
| États-Unis (Billboard 200)     | 70              |
| Norvège (VG-lista)             | 12              |
| Nouvelle-Zélande (RIANZ)       | 15              |
| Pays-Bas (Mega Album Top 100)  | 33              |
| Royaume-Uni (UK Album Chart)   | 1               |
| Suède (Sverigetopplistan)      | 28              |

## Certification
| Pays              | Certfication |
| ----------------- | ------------ |
| Royaume-Uni (BPI) | Or           |